# Om Banna
Om Banna est un temple près de  Jodhpur, dans l'État du Rajasthan, en Inde. Il est situé à 50 km environ de Jodhpur, près de Chotila, sur la route conduisant à Pali.
Dans le temple, dédié à Om Singh Rathore, est conservée sa moto, une Royal Enfield Bullet 350 cm3, raison pour laquelle le temple est aussi appelé  Bullet Baba
Les centaines de fidèles qui empruntent la NH 65 s'y pressent chaque jour pour souhaiter un voyage en toute sécurité, préservé des méfaits de l'alcool,.

## Étymologie
Le héros, Om Singh Rathore est membre d'une famille influente de Chotila
- Om est son nom de famille,
- Singh qui signifie lion est un titre commun chez les rathores dont le symbole est un lion,
- Rathore est le nom de son clan, une tribu de rajputs  établie sur le Mârvar.

aussi dénommé Om Banna où
- Banna[5] est un titre honorifique Rajput largement utilisé au Rajasthan dont on pare n'importe quel homme respectable.

## Histoire

### L'histoire de la moto 7773

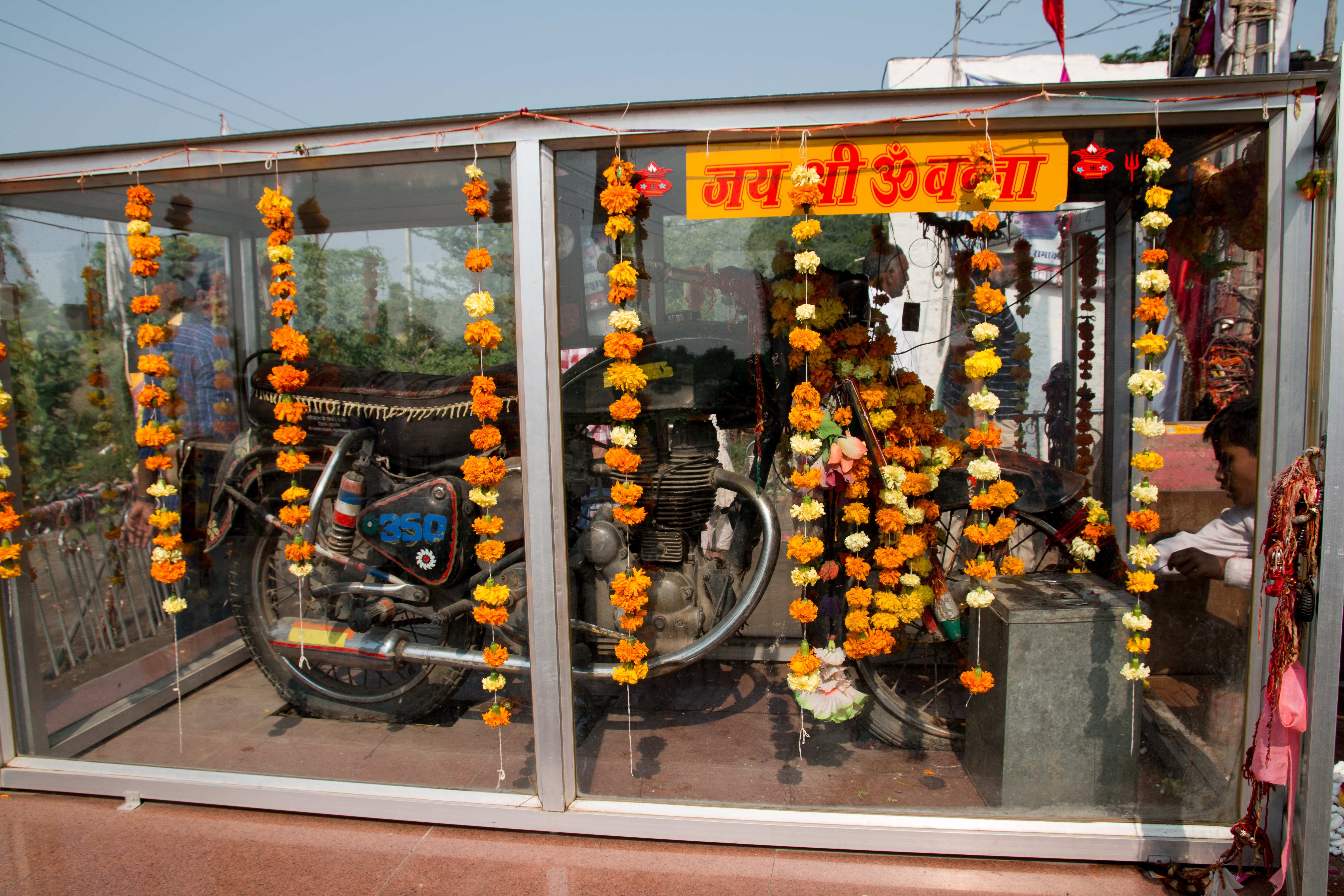

En 1988, sur la route de Pali à  Chotila, Om Singh entre en collision avec un arbre. Sa moto tombe dans le fossé, il est tué sur le coup tandis que son passager Narpat Singh est gravement blessé.
La moto saisie par la police est emmené au poste. Au matin, la moto est retrouvée sur les lieux de l'accident.
La moto est à nouveau ramenée au poste, enchaînée et enfermée. Bien que les policiers prétendent avoir vidé le réservoir, la moto est une nouvelle fois retrouvée à l'endroit de l'accident, bien avant l'aube du jour suivant.
Devant tant de mystères, nul ne doute de l'origine divine de ces événements, on se met à adorer la moto que l'on transporte dans le temple construit pour l'occasion.
À l'entrée du temple l'arbre est mort, lui aussi, couvert de foulards, rubans, et bracelets, offrandes de motards.

### L'histoire Om Singh

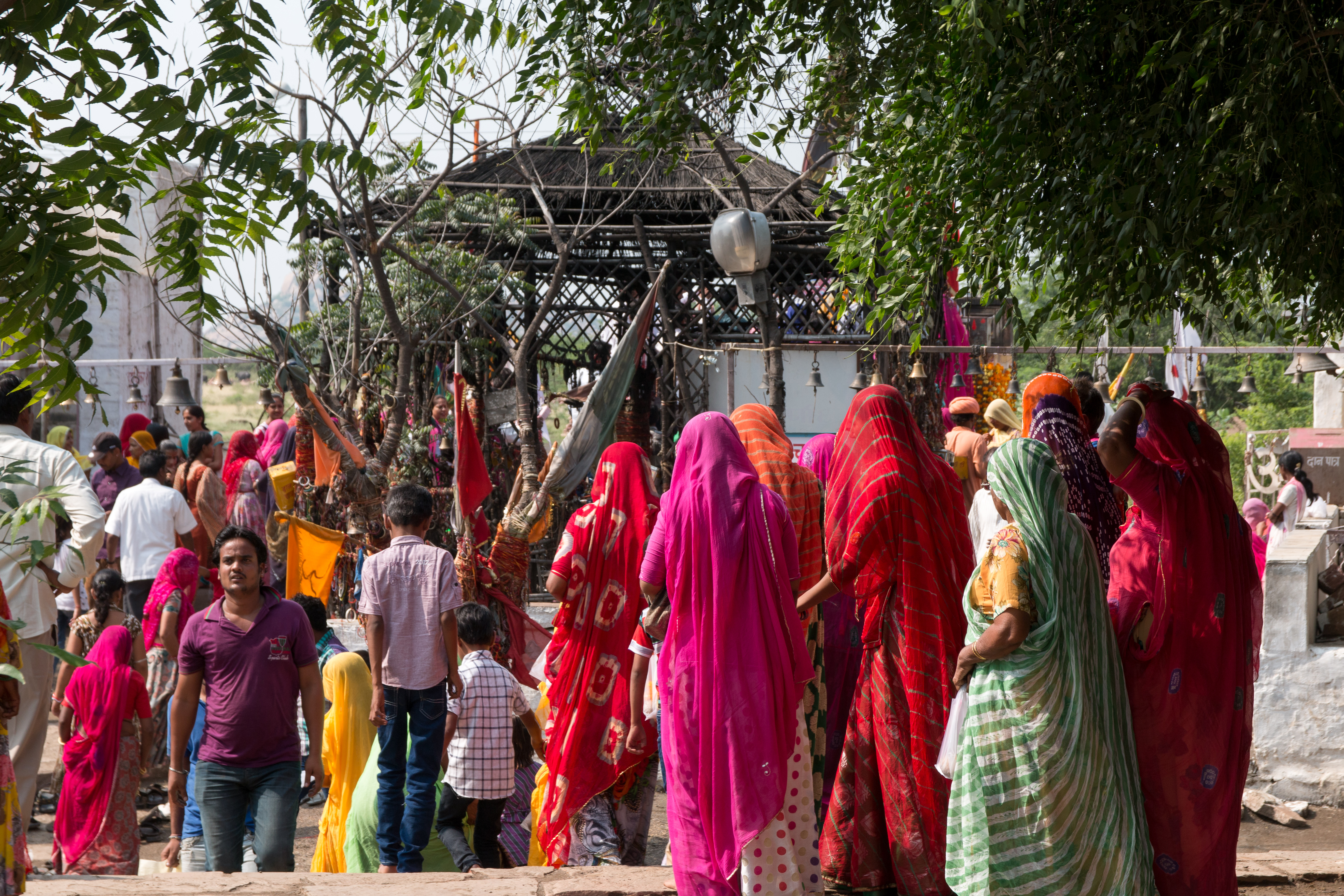

Lors de son accident Om Singh était pris de boisson, ce qui, évidemment, ne suffit pas pour en faire en saint.
Tandis que sa moto se livrait à ses facéties nocturnes plusieurs habitants rêvèrent qu'il n'était pas mort, et qu'il s'en revenait nuitamment au village. Il était marié et laissait une très jeune femme qui, longtemps après, lui donna un fils. Une bénédiction...
Ce miracle conduisit à le considérer comme une réincarnation divine et on se mit à le révérer, allant en pèlerinage sur le lieu de l'accident, marqué de la tika, tenant dans la main un lien ou un foulard rouge que l'on abandonnait sur l'arbre pour en faire puja.
On offrait aussi des bouteilles d'alcool que l'on coinçait dans les roues de la moto, tant et si bien que l'on dut la mettre sous cloche.

### Le temple

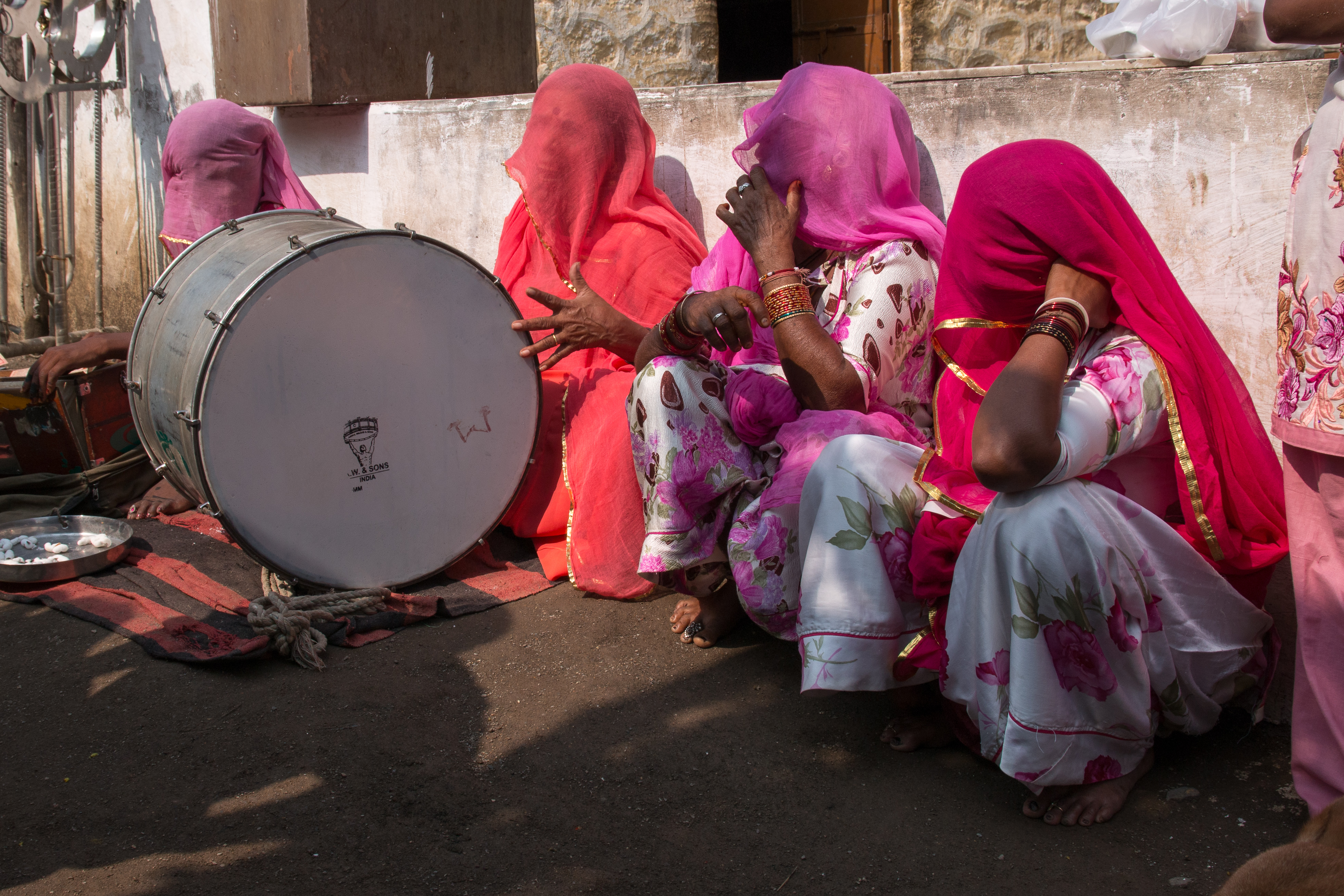

Dans le temple tout autant que sa moto, on vénère Om Singh dont l'autel se trouve juste devant. On y brûle du santal et de l'encens, et le petit bûcher, dont les dévots caressent la flamme, transmet la force vitale du personnage.
Le prêtre du temple, Poonam Giri, est chargé de l'entretien du sanctuaire pour les vingt ans à venir,.
Le sanctuaire possède également ses propres musiciennes, Hare Khrisna ! Hare... (en)
De nos jours, même les étrangers, continuent de s'y arrêter pour souhaiter faire un bon voyage.